# Вег
Вег (фр. Vaige) је река у Француској. Дуга је 54 km. Улива се у Сарт. 